# Lisímetro
Lisímetro é um tanque inserido no solo, cheio do mesmo solo do local e com vegetação. É utilizado para se medir a evapotranspiração de referência (ETo) ou da cultura (ETc). Também é chamado de evapotranspirômetro dependendo de que forma o processo de medição é feito.
A mensuração da evapotranspiração é determinada pelo balanço hídrico dos dispositivos. Comumente existe uma balança no fundo do lisímetro onde se pode determinar, dessa forma, quanto de água que evapotranspirou naquele sistema. Outro tipo de lisímetro usa, ao invés da balança, um sistema de drenagem de água onde quando colocada a água até a capacidade de campo daquele solo, a quantidade de água drenada subtraída da água adicionada é exatamente a quantidade de água evapotranspirada.

## HISTÓRIA
De acordo com Machado (1996), o primeiro relato de utilização de lisímetros ocorreu na França, em 1688, quando De La Hire usou recipientes preenchidos com solo argilo-arenoso e observou que nos lisímetros cobertos com grama a perda de água era maior do que em outros com solo sem cobertura vegetal. Nos Estados Unidos, o primeiro a utilizar um lisímetro para mensurar a evapotranspiração em condições de campo foi Thorntwaite (GREBET e CUENCA, 1991). 
Durante três anos, após a operação de dois grandes lisímetros em região de arenito, Kitchinget al. (1979) observaram que a recarga obtida por este método foi sempre superior à obtida por outros métodos. Em 1982, empregando um lisímetro de grande dimensão, os mesmos autores afirmaram que a tendência de superestimar a recarga se acentua em lisímetros pouco profundos (profundidade que limita a condição real para um determinado solo), por não considerar os efeitos de retardamento durante a percolação da água, através da zona não-saturada do solo.
Algumas décadas atrás, o uso de lisímetros de pesagem por parte da maioria das instituições de ensino e pesquisa era uma ideia remota, mas com a popularização da microeletrônica, esses equipamentos estão ganhando um novo impulso na pesquisa agrometeorologica. A difusão e a disponibilidade comercial de sensores eletrônicos como a célula de carga permitiram o uso cada vez mais comum e frequente na construção de lisímetros de pesagem, antes tido como equipamentos caros devido à complexidade de sistemas mecânicos e de alto custo de manutenção (Campeche, 2002).

## TIPOS DE LISÍMETRO[3]
Os lisímetros podem ter diferentes configurações, dependendo do clima, disponibilidade de materiais e custos envolvidos em sua construção. A qualificação do pessoal de montagem, os materiais disponíveis, tecnologia empregada, e o seu tamanho vão determinar o custo envolvido na construção. 
Para Machado e Matos (2001) os lisímetros são divididos em duas grandes categorias: os lisímetros de pesagem: mecânica, eletrônica, hidráulica e de flutuação. Outra categoria são os lisímetros não pesáveis também chamados de volumétricos: drenagem e lençol freático. Para Bernardo et al. (2005) os lisímetros são classificados em quatro grupos: lisímetro de drenagem, pesagem, flutuante e Lisímetro hidráulico.

### Lisímetro de drenagem ou percolação':'
Consiste em enterrar um tanque, com as dimensões mínimas de 1 ,5 m de diâmetro por 1,0 m de altura, no solo, deixando a sua borda superior 5 cm acima da superfície do solo. Do fundo do tanque sai um cano que conduzirá a água drenada até um recipiente. O tanque tem que ser cheio com o solo do local onde será instalado o lisímetro, mantendo a mesma ordem dos horizontes. No fundo do tanque, coloca-se uma camada de mais ou menos 10 cm de brita coberta com uma camada de areia grossa. Esta camada de brita tem por finalidade facilitar a drenagem da água que percolou através do tanque. Após instalado, planta-se grama no tanque e na sua área externa. 
O tanque pode ser um tambor, pintado interna e externamente para evitar corrosão, já que o tanque pode ser de amianto ou de metal, pré-fabricado. A evapotranspiração potencial em um período qualquer é dada pela equação: 
ETp = (I+P-D) / S
Em que,
ETp = evapotranspiração potencial, em mm;
I     = irrigação do tanque, em litros;
P    = precipitação pluviométrica no tanque, em litros;
D   = água drenada do tanque, em litros;
S    = área do tanque, em m².
Sendo o movimento das águas no solo um processo relativamente lento, os lisímetros de percolação somente têm precisão para períodos mais ou menos longos. A evapotranspiração potencial por eles determinada deve se r em termos de médias semanais, quinzenais ou mensais. Eles precisam se r irrigados a cada 4 ou 5 dias, e com uma quantidade de água tal que a água perco lada seja em torno de 10% do total aplicado nas irrigações.

### Lisímetro de pesagem
É semelhante ao lisímetro de drenagem, porém o cálculo da ET é feito com base na diferença de peso entre duas medidas. Lisímetros de pesagem são mais precisos quando aferem valores de evapotranspiração em períodos inferiores a 24 horas, sendo que a precisão do equipamento é influenciada pelo posicionamento das células de carga, ou seja, quando as células são instaladas próximo a superfície do solo, há instabilidade no sinal elétrico devido a temperatura, afetando diretamente os valores horários de evapotranspiração (ALLEN e FISCHER, 1991).
A evapotranspiração pode ser calculada por meio da seguinte equação: 
{\displaystyle ET=\Delta P\div S}
Em que,
ET = evapotranspiração potencial de referência (mm/dia);
∆P = variação no peso do tanque (Kg);
S = área do tanque (m²).

### Lisímetro hidráulico[4]
Este tipo de lisímetro consiste em dois tanques, um dentro do outro, em que o tanque interno se apoia sobre câmaras de borracha flexíveis cheias de água. As câmaras comunicam-se entre si através de um tubo, também cheio de água que se liga num manômetro, onde se lê a variação da pressão das câmaras. Como o tanque interno se apoia unicamente sobre as câmaras (células hidráulicas), a variação do seu peso é que faz variar a leitura do manômetro. Deve-se colocar entre o tanque interno e as câmaras, alguns blocos de madeira, de modo que fiquem em contato com as câmaras, para evitar que elas se dilatem, aumentando a área de contato, quando o tanque estiver mais pesado, ou seja, após a irrigação.
Outro erro que pode ocorrer nesse tipo de lisímetro é com a dilatação do tubo do manômetro, em função da variação da temperatura. O tubo de conexão não deve ser de ferro e sim de PVC reforçado, para minimizar a condução de calor. A evapotranspiração é calculada pela variação da pressão do manômetro, ou seja, aplicando a equação:
{\displaystyle ETp=F\times (h1-h2)+I}
Em que,
ETp    = evapotranspiração potencial diária, em mm;
h1-h2 = variação do nível do líquido no manômetro, entre dois dias consecutivos, em cm;
I          = precipitação ou irrigação ocorrida sobre o lisímetro entre duas leituras, em mm.

### Lisímetro flutuante':'
É geralmente mais simples e menos preciso, comparando-se com o de pesagem. Esse lisímetro consiste em bases de cerâmica porosa, que mantêm a umidade do solo na capacidade de campo (em cerca de -0,3 bares), por meio de um tubo que drena o excesso de água. O recipiente interno flutua sobre um liquido (água ou cloreto de zinco) dentro de um outro recipiente externo (Flutuação hidrostática baseada no princípio de Arquimedes). As variações de peso são obtidas medindo as mudanças de nível do líquido. São os menos custosos.
A ET é calculada pela variação no nível da água no tubo de medida pela seguinte equação: 
{\displaystyle ET=F\times (h1-h2)+I}
Em que,
ET = evapotranspiração (mm/dia);
F = fator de conversão determinado para cada lisímetro;
h1 –h2 = variação do nível do tubo de medida (cm);
I = precipitação ou irrigação ocorrida sobre o lisímetro, em duas leituras (mm).

## ESQUEMAS
O fluxo de entrada e saída de água em um lisímetro pode ser expresso pela equação do balanço hídrico:
{\displaystyle P+I\pm Ro=ET+D\pm \Delta W}
onde o fluxo de água que entra no sistema por um dado período de tempo é dado por:
P = precipitação e
I = irrigação.
O fluxo de água que sai num tempo determinado é dado por:
ET = evapotranspiração, que representa a evaporação do solo e a transpiração das plantas;
D = percolação profunda ou água de drenagem;
Ro = percolação superficial, (movimento impedido normalmente pelas bordas salientes do lisímetro) geralmente para lisímetros, Ro = 0;
∆W = variação do teor de umidade (W) da massa de solo isolada durante um determinado espaço de tempo.
Para determinar a evapotranspiração (ET) pode ser obtida a partir da equação de balanço hídrico e precisam ser medidos de acordo com: 
{\displaystyle ET=P+I-D\pm \Delta W}
A precipitação (P) e a irrigação (I) podem ser diretamente medidas por métodos convencionais com o auxílio de equipamentos como pluviômetros e pluviógrafos. Arranjos especiais devem ser feitos no lisímetro para drenar e medir a água percolada através da massa de solo (D). Uma câmara de drenagem especial e um recipiente calibrado são usados para coletar e medir a água percolada no fundo do lisímetro. A variação do teor de umidade da massa de solo (W), que representa uma acumulação de água no solo após a precipitação ou irrigação, ou uma perda de água do solo por evapotranspiração, é de determinação mais difícil seja por métodos diretos ou indiretos.
1. ↑  Gonçalves, M.P.G.; Mousinho, F.E.P. «Efeito de Lâminas de Irrigação sobre o Crescimento de Mudas de Maracujá». Anais do II Inovagri International Meeting - 2014. doi:10.12702/ii.inovagri.2014-a176
2. ↑  «Use of lysimeter for infiltration evaluation at the botucatu formation outcrop zone in São Carlos – SP». aguassubterraneas.abas.org. Consultado em 11 de dezembro de 2018
3. ↑  «Construção, automação e avaliação de um lisímetro de pesagem hidráulica» (PDF)
4. ↑  LIMA, N. S. "DESEMPENHO DE UM LISÍMETRO DE PESAGEM HIDRÁULICA COM SENSOR DE PRESSÃO HIDROSTÁTICA E SISTEMA MANOMÉTRICO" SETEMBRO, 2013